# Sarby
Sarby est une localité polonaise de la gmina de Przeworno, située dans le powiat de Strzelin en voïvodie de Basse-Silésie.